# Lancashire heeler
De Lancashire heeler is een klein hondenras dat gefokt wordt als veedrijver en veehoeder. De Lancashire heeler is erg zeldzaam en wordt door de The Kennel Club in Groot-Brittannië erkend als een kwetsbaar hondenras.

## Beschrijving

### Uiterlijk
Klein, krachtig, stevig gebouwd, alert en vol energie.

#### Vacht
De vacht van de Lancashire heeler is hard en kort met een ondervacht die de hond droog houdt in alle weersomstandigheden. Tijdens de winter kan het zijn dat de vacht rond de hals dikker wordt. Honden van dit ras zijn meestal zwart en tan van kleur, maar lever en tan wordt tegenwoordig ook erkend door de Britse Kennel Club.

#### Grootte
De Lancashire heeler heeft een schofthoogte die varieert tussen de 25 en de 30 centimeter en een lichaamsgewicht van tussen 6 en 8 kilogram. De totale lichaamslengte is gemiddeld 2,5 centimeter langer dan de hoogte gemeten vanaf de schoft.

#### Hoofd
Het hoofd is in verhouding met het lichaam.
Het cranium en de snuit moeten evenwijdige vlakken zijn. Het cranium zelf is vlak en breed tussen de oren, lichtjes vernauwend naar de ogen toe die ver uit elkaar staan. Het hoofd heeft een matige stop.
De neus is zwart of bruin in overeenstemming met de vachtkleur. De snuit versmald naar de neus toe en heeft strakke lippen. De kaken zijn sterk en hebben een complete set tanden die samen een mooi schaargebit vormen. Dit wil zeggen dat de boventanden de onderste rij tanden netjes moet overlappen. Een lichte onderbeet of overbeet wordt nog niet afgekeurd maar wel ontmoedigd. De ogen zijn amandelvormig, middelgroot en donker van kleur, behalve als de hond een lever en tan vachtkleur heeft, dan mogen de ogen lichter zijn om bij de vacht te passen. De oren staan rechtop en geven een alerte indruk. Oren die afhangen zijn ongewenst.

#### Nek
De nek heeft een matige lengte en zit stevig tussen de schouders.

#### Romp
Stevig en, ondanks de korte ledematen, goed van de grond. Er mag geen dip zijn ter hoogte van de schouders en de achterhand mag ook niet lager zijn dan de voorhand. De lendenen zijn kort, de borst heeft goed gewelfde ribben.

#### Staart
In een ontspannen toestand wordt de staart hoog gedragen. Wanneer de Lancashire heeler alert is wordt de staart in een lichte curve over de rug gedragen maar nooit in een volledige krul.

### Aard
De Lancashire heeler is alert, vriendelijk, energiek, intelligent, speels en in het algemeen een aangename hond. Individuele persoonlijkheden kunnen variëren van lui en speels tot actief en vocaal. Het is eigenlijk een heel sterk hondenras die graag participeert in allerhande activiteiten. Deze hond is vriendelijk naar zijn eigenaar en diens gezin en naar voorbijgangers op de straat maar kunnen agressief zijn tegenover onbekende die hun territorium betreden.

## Oorsprong

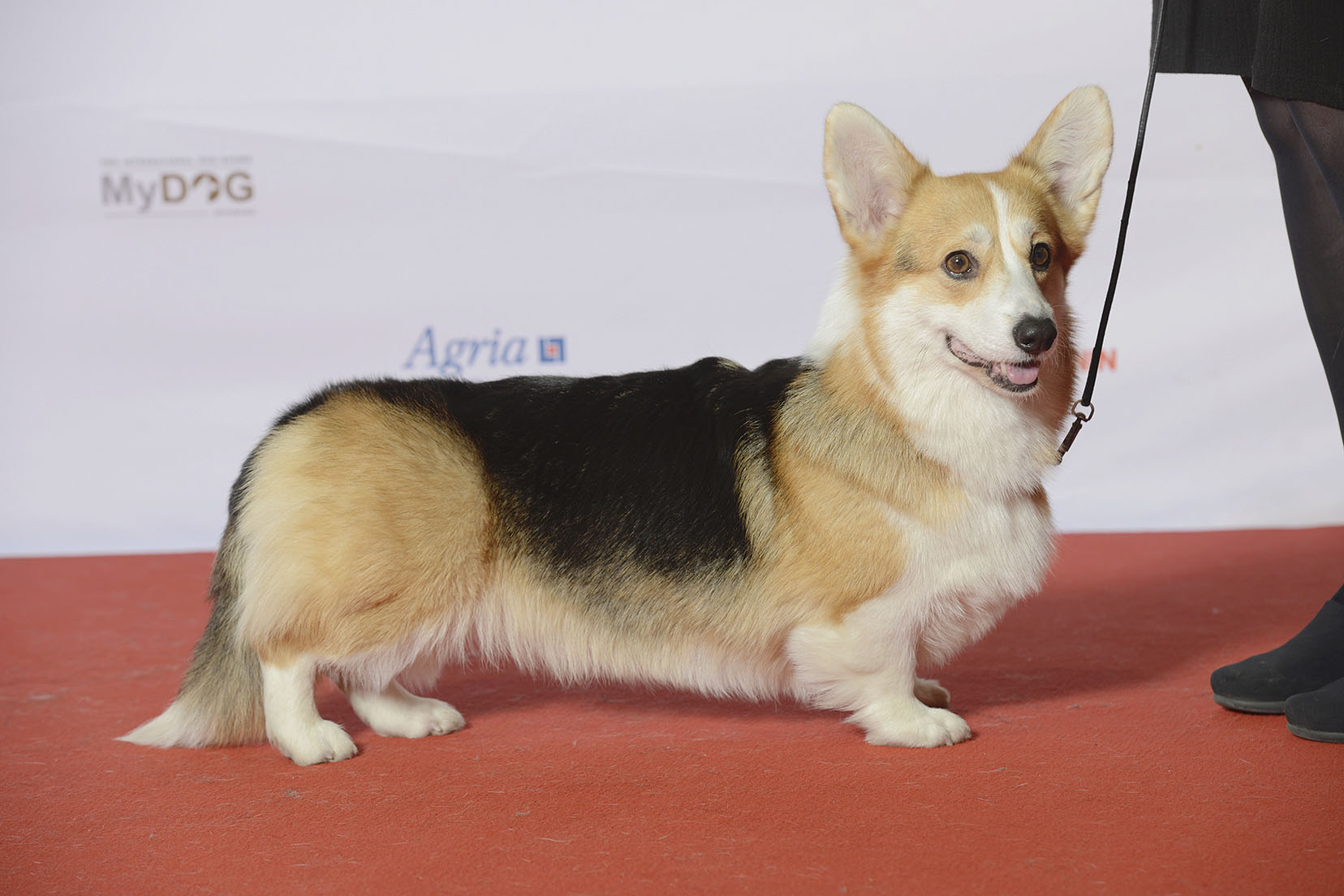
De Welsh corgi Pembroke wordt beschouwd als een van de voorouders van de Lancashire heeler.

### Gebruiksdoel
Origineel werd deze hond gefokt als veedrijver en rattenvanger. De dag van vandaag is dit ras ook een uitstekend gezelschapsdier.

### Geschiedenis
De oorsprong van de Lancashire heeler is niet helemaal duidelijk. Er wordt gesuggereerd dat er een type corgi werd gebruikt om het vee vanuit Wales naar de slachthuizen in Ormskirk, in het noordwesten van Engeland, te hoeden. In Ormskirk en omstreken waren de inwoners al reeds in het bezit van een type terriër met een zwart en tan vachtkleur, genaamd de Manchesterterriër. Deze werd gekruist met de veedrijvende corgi uit Wales en dit resulteerde in de Lancashire heeler. De vroegste vermeldingen van dit ras dateren van de jaren 1600. Het ras stond toen bekend onder de naam Ormskirk terriër in plaats van Lancashire heeler. Deze hond staat in zijn thuisprovincie al 150 jaar bekend als een veelzijdige boerderijhond die in staat is om zowel als rattenvanger te dienen alsook het vee te hoeden en te drijven.

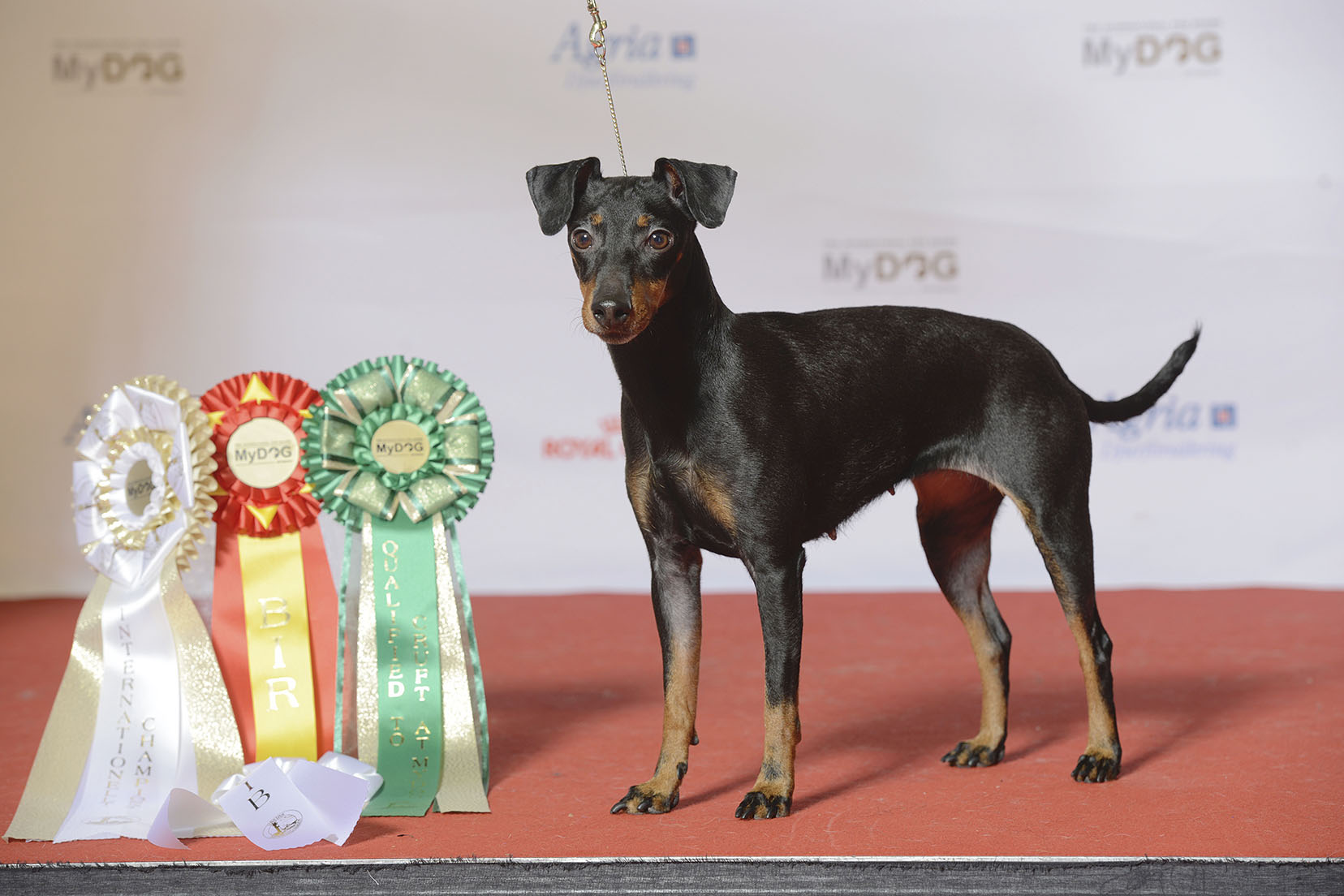
De Manchesterterriër werd gekruist met een type corgi en zo is de Lancashire heeler ontstaan.

Gwen Mackintosh begon met het fokken van heelers in de vroege jaren '60. Samen met andere liefhebbers werd de Lancashire Heeler Club opgericht in 1978 en werd er een rasstandaard vastgelegd. De rasvereniging werd erkend door The Kennel Club in 1981. Mackintosh bleef de president van de rasvereniging tot haar dood in 1992.
Het ras werd erkend als kwetsbaar inheems ras door de The Kennel Club in 2006. Dit betekent dat er jaarlijks minder dan 300 honden van dit ras worden geregistreerd In 2006 werden er 173 heelers geregistreerd in Groot-Brittannië. In 2007 was dit aantal verder gedaald naar 146.
Sinds 30 mei 2016 wordt het ras op voorlopige basis erkend door de FCI. De rasstandaard is voorlopig enkel nog maar in het Engels beschikbaar.

## Gezondheid

### Meest voorkomende gezondheidsproblemen
De meest voorkomende ernstige aandoeningen bij dit hondenras zijn Ectopia lentis en patella luxatie.

### Levensverwachting
Een gezonde Lancashire heeler heeft een levensverwachting van 12 à 15 jaar.

## Omgang
Lancashire heelers kunnen deelnemen aan sport en activiteiten zoals agility, gehoorzaamheid, hondententoonstellingen, flyball en verschillende soorten veehoeden. Het veedrijversinstinct en de trainbaarheid van de hond kunnen getest worden op niet-competitieve proeven. Lancashire heelers die een veedrijversinstinct bezitten kunnen getraind worden om deel te nemen aan wedstrijden waarbij ze moeten veehoeden.

## Vergelijkbare hondenrassen
- Västgötaspets
- Welsh corgi Cardigan
- Welsh corgi Pembroke

Australian stumpy tail cattle dog ·
Australische herder ·
Australische veedrijvershond ·
Bearded collie ·
Beauceron ·
Belgische herder ·
Bergamasco ·
Berghond van de Maremmen en Abruzzen ·
Bobtail ·
Boheemse herder ·
Bordercollie ·
Bouvier des Ardennes ·
Bouvier (des Flandres) ·
Briard ·
Ca de bestiar ·
Cão da Serra de Aires ·
Cão de fila de São Miguel ·
Catalaanse herder ·
Ciobanesc romanesc carpatin ·
Ciobanesc romanesc mioritic ·
Duitse herder ·
Hollandse herder ·
Karpatische herdershond ·
Kelpie ·
Komondor ·
Kroatische herder ·
Kuvasz ·
Lancashire heeler ·
Miniature American Shepherd ·
Mudi ·
Picardische herdershond ·
Polski owczarek nizinny ·
Puli ·
Pumi ·
Pyrenese herdershond ·
Saarlooswolfhond ·
Schapendoes ·
Schipperke ·
Schotse herdershond ·
Sheltie ·
Slovenský čuvač ·
Tatrahond ·
Tsjecho-Slowaakse wolfhond ·
Welsh corgi Cardigan ·
Welsh corgi Pembroke ·
Zuid-Russische owcharka ·
Zwitserse witte herder